# Salvador Suay Sánchez
Salvador Suay Sánchez (Valencia, España; 28 de septiembre de 1979) más conocido como Salva Suay, es un entrenador español que actualmente entrena al Chongqing Tongliang de la Primera Liga China, segunda categoría del país.

## Trayectoria
Se inició como entrenador en los equipos de fútbol base del Levante UD, de la que sería su director de fútbol base desde 2000 a 2004.
En 2004, firma por el Villarreal CF para ocupar el mismo cargo, donde trabaja durante dos temporadas.
En julio de 2006, firma por el Atlético de Madrid para hacerse cargo del juvenil "A" de División de Honor, al que dirige durante tres temporadas.
En 2009, regresa a Valencia para ser director de fútbol base del CF Torre Levante, donde trabaja durante cuatro temporadas.
El 1 de diciembre de 2013, firma como entrenador y director deportivo del América de Cali de la Categoría Primera A (Colombia).
En julio de 2015, llega al Envigado Fútbol Club de la Categoría Primera A (Colombia), para ocupar el cargo de entrenador y director deportivo, donde trabaja hasta el 31 de diciembre de 2016.
En marzo de 2018, se marcha a China y firma por el Guangzhou Football Club para dirigir a su equipo Sub-21.
El 20 de octubre de 2021, firma por el Wuhan Three Towns para dirigir al equipo reserva y formar parte del cuerpo técnico del primer equipo dirigido por Pedro Morilla.
En marzo de 2023, regresa al Guangzhou Football Club para dirigir a su equipo Sub-21.
El 6 de junio de 2023, se convierte en el entrenador del primer equipo del Guangzhou Football Club de la Superliga de China.

## Clubes

### Como entrenador
| Club                                      | País     | Año       |
| ----------------------------------------- | -------- | --------- |
| Levante UD Director del fútbol base       | España   | 2000-2004 |
| Villarreal CF Director del fútbol base    | España   | 2004-2006 |
| Atlético de Madrid Juvenil A              | España   | 2006-2009 |
| CF Torre Levante Director del fútbol base | España   | 2009-2013 |
| América de Cali                           | Colombia | 2013-2015 |
| Envigado Fútbol Club                      | Colombia | 2015-2016 |
| Guangzhou Football Club Sub-21            | China    | 2018-2021 |
| Wuhan Three Towns "B"                     | China    | 2021-2022 |
| Guangzhou Football Club Sub-21            | China    | 2022-2023 |
| Guangzhou Football Club                   | China    | 2023-Act. |